# Zagreb (razarač)
Razarač Zagreb, bio je razarač u sastavu jugoslavenske kraljevske ratne mornarice. Jedno od najmodernijih borbenih plovila u sastavu Jugoslavenske mornarice u vrijeme izbijanja Travanjskog rata 1941. 
Brod je bio pogonjen dizelskim motorom, a naoružan je bio s 4 topa od 120 mm, 4 protuavionska topa kalibra 40 mm međusobno razdvojena, 6 torpednih cijevi od 550 mm.
Nije sudjelovao u borbi kao ni većina drugih jugoslavenskih ratnih brodova. Kako je 17. travnja 1941. prijetila opasnost da padne u ruke Talijanima, razarač su u Tivatskom zaljevu potopili časnici Sergej Mašera i Milan Spasić, koji su tom prilikom izgubili život.
Model razarača postoji u Tehničkom muzeju u Zagrebu i Vojnom muzeju u Beogradu.